# Aileron haute-vitesse

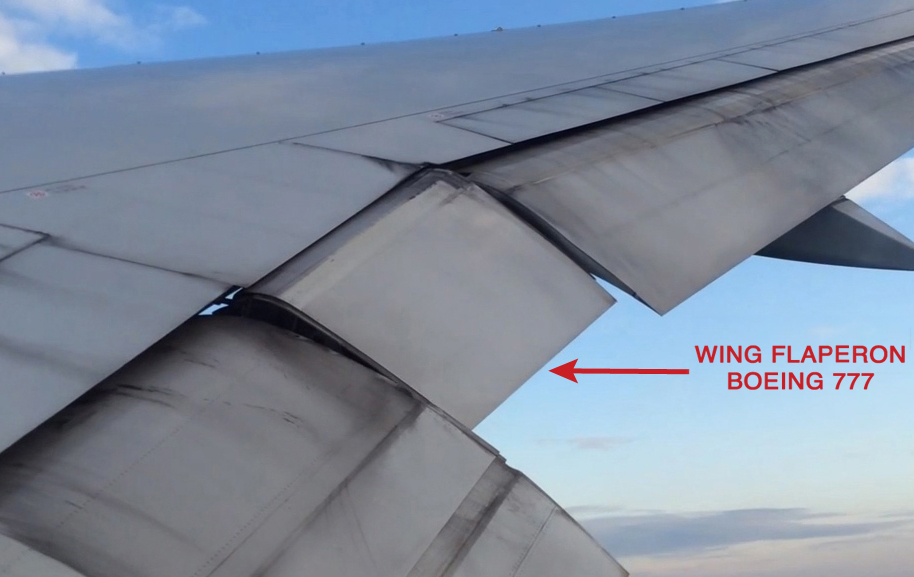
Flaperon d'un Boeing 777.

Un aileron haute-vitesse est un aileron utilisé principalement par les avions de ligne.

## Identification du besoin
L'existence d'un aileron haute-vitesse nait de l'aileron basse-vitesse qui se situe proche de l'extrémité de l'aile (du saumon d'aile) et qui ne peut pas être utilisé à haute vitesse. En effet, à haute vitesse, la torsion de l'aile qui résulterait du braquage de l'aileron basse vitesse aurait pour conséquence une variation d'incidence en sens opposé, et donc une variation de portance inverse à celle escomptée. C'est le phénomène d'inversion par torsion de l'aile. Ce phénomène est donc à l'origine de la présence d'un aileron haute-vitesse dans une portion plus rigide de l'aile, plus proche de l'emplanture.

## Usage
Il sert à contrôler l'avion sur l'axe longitudinal (axe de roulis), durant la phase de croisière à haute-vitesse (volets rétractés). 
À basse-vitesse (configuration de décollage et d'atterrissage), il peut servir de volet (flap en anglais), il se nomme alors précisément flaperon.
Un destructeur de portance (spoiler en anglais) peut aussi servir d'aileron haute-vitesse par utilisation asymétrique ; il se nomme alors précisément spoileron.